# Danis lygia
Danis lygia är en fjärilsart som beskrevs av Grose-smith 1897. Danis lygia ingår i släktet Danis och familjen juvelvingar. Inga underarter finns listade i Catalogue of Life.